# Kūlandy
Kūlandy (rusky Кулалы) je ostrov v severní části Kaspického moře. Náleží k Mangystauské oblasti Kazachstánu. Je největší ze souostroví Tuleních ostrovů. Má rozlohu 68 km².
Ostrov je složený zejména s písků a místy také hlinitými usazeninami. V centrální části dosahují písečné nánosy výšky 6 až 8 m. Rostlinstvo má polopouštní charakter. Je zde rozvinutý rybí průmysl.[zdroj?]